# Malabaila pastinacifolia
Malabaila pastinacifolia är en flockblommig växtart som beskrevs av Pierre Edmond Boissier och Benedict Balansa. Malabaila pastinacifolia ingår i släktet Malabaila och familjen flockblommiga växter. Inga underarter finns listade i Catalogue of Life.